# 산초 2세 (카스티야)
산초 2세(Sancho II)는 카스티야, 레온, 갈리시아 왕국의 왕이였다. 별칭은 강한 왕(El Fuerte)이다.

## 생애
그의 사촌인 나바라의 왕인 산초 4세와 아라곤의 왕인 산초 라미레스와 벌인 세 산초의 전쟁에서 산초 2세가 승리했다. 그 결과로, 라부레바(La Bureba), 알타리오하(Alta Rioja)와 알라바(Álava) 등을 정복하였다. 1071년, 알폰소 6세랑 함께 갈리사아를 정복해 분할했다. 하지만 1072년, 산초 2세는 마음을 바꿔 골페헤라 전투(스페인어: Batalla de Golpejera)에서 알폰소 6세를 물리치고 승리했다. 알폰소 6세는 톨레도 타피아국(Taifa of Toledo)으로 피신했다. 그 후, 산초 2세는 우라카가 통치한 사모라(Zamora)까지 점령했지만, 저항이 강했고, 결국, Vellido Dolfos가 산초 2세를 암살했다. 그가 죽은 뒤 알폰소 6세가 다시 왕위를 이었다.

## 가족
페르난도 1세와 알폰소 5세의 딸 산차(Sancha) 사이에서 맏아들로 태어났다. 알베르타(Alberta)와 혼인했지만, 자녀는 없다.

## 같이 보기
- 알폰소 6세